# Editorial Luis Vives
La editorial Luis Vives, más conocida por su acrónimo Edelvives, llamada así por el impresor y humanista valenciano Luis Vives, es una editorial española dedicada a los libros de texto y material educativo.

## Historia
Su origen se vincula a las necesidades de los Hermanos Maristas, orden religiosa vinculada a la enseñanza. En un principio recibió el nombre de Editora escolar (Hnos. Maristas) y tuvo su primera sede en Barcelona desde 1924. En 1932 cambia su nombre (FTD) y adopta el del gran humanista español Luis Vives. Incorpora ya el offset en 1936. Ese año, tras el estallido de la Guerra civil, sus talleres van a sufrir un incendio intencionado que arrasa el edificio. En 1937 se traslada a Zaragoza.